# ساحم صالح مهدي (رياضي)
ساحم صالح مهدي (من مواليد 17 أكتوبر 1967) هو رياضي سابق من اليمن الجنوبي، شارك في الألعاب الأولمبية الصيفية لعام 1988 في سباق 200 متر رجال، واحتل المركز الثامن في التصفيات وفشل في التقدم. 